# マルユウグループプレゼンツ どアップ
『マルユウグループpresents どアップ』（マルユウグループプレゼンツ どアップ）は、2022年9月3日から2023年4月29日まで琉球放送運営のRBCiラジオで放送されていたラジオ番組。
月曜 - 金曜の朝に同局で放送されている『アップ!!』の兄弟番組にあたる。
放送時間は毎週土曜 7:30 - 8:00（日本標準時）。
放送終了の翌週の2023年5月4日から、同じRBCiラジオで、出演者もそのままで後継の1時間番組「モクパチ」（木曜 20:00-21:00）が開始された。

## 出演者

### パーソナリティ
- 津波信一
- 首里のすけ（オリジン所属のお笑い芸人「しんとすけ」、オリジン・コーポレーション代表） - 2023年3月28日までは月曜・火曜の『アップ!!』と兼務。

## テーマ曲
- HoRookies「走り出す」